# Amphore
L'amphore est, dans l'Antiquité, le récipient le plus utilisé pour le transport de produits de base : le vin, l'huile d'olive, la bière (zythum et zythogala) et les sauces de poissons (de type garum).
D'usage extrêmement courant dans le pourtour méditerranéen, on la trouve parfois réutilisée, soit broyée afin d'entrer dans la composition du mortier au tuileau romain, soit telle quelle comme canalisation ou pour ménager un vide sanitaire. Parfois, elle sert de cercueil pour une sépulture d'enfant. Enfin, on la jette souvent dès que son contenu est consommé : c'est ainsi que le mont Testaccio s'est formé de l'accumulation de débris d'amphores à Rome.
Il existait un grand nombre de types d'amphores, plus ou moins grandes ou très petites.

## Étymologie
Le mot français amphore est un emprunt au grec ancien ἀμφορεύς / amphoreús, tiré par haplologie du mot ἀμφιφορεύς / amphiphoreús, composé du préfixe ἀμφί- / amphí-, « des deux côtés » et du radical φορ- / phor- dérivé du verbe φέρω / phérô, « porter ».

## Histoire

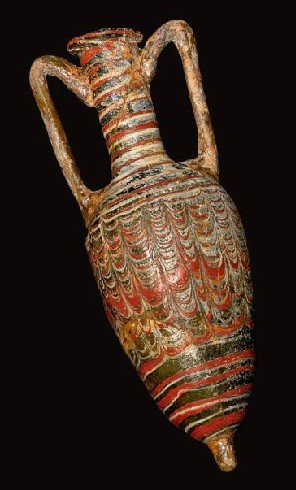
Amphorisque en verre, Méditerranée orientale,.

L'amphore apparait au IIIe millénaire av. J.-C. au Proche-Orient, où le manque de bois favorise la fabrication de récipients en terre cuite, qui offrent l'avantage de se conserver indéfiniment dans la terre ou dans l'eau. Les Phéniciens découvrent et utilisent l'amphore vers 1500 av. J.-C. Les inconvénients des amphores (poids, fragilité, difficulté à manipuler et à empiler) en font un récipient peu pratique, mais qui a pourtant connu un succès sans pareil durant toute l'Antiquité dans le monde méditerranéen, en raison de sa production de masse et bon marché. La substitution progressive du tonneau aux amphores, à partir du IIIe siècle de notre ère, a fait s'évanouir une trace précieuse de l'histoire économique à la fin de l'Antiquité.
De nombreuses amphores de l'Antiquité romaine ont été découvertes dans le comblement de plusieurs « puits funéraires »,. La consommation de vin se démocratise lors de l'élévation du niveau de vie des classes moyennes romaines à la suite des conquêtes. D'immenses domaines vinicoles sont créés (comme la ferme esclavagiste de Settefinestre en Toscane) et l'enrichissement de la classe sénatoriale est tel qu'est votée la Lex Claudia qui interdit l'affrètement « de navires excédant une capacité de 300 amphores », afin que des familles aristocratiques ne deviennent trop dominantes. Le vin était exporté en amphores dans de grands navires ou de petits navires équipés de dolia, à poste fixe dans la cale.
L'usage des amphores est poursuivi à l'époque tardive, jusqu'aux premiers temps de l'empire byzantin (vers le IVe siècle, notamment dans le bassin oriental de la Méditerranée.
Réemploi dans les vides sanitaires
Les amphores sont aussi utilisées pour aider le drainage dans les endroits humides. Ainsi à Lyon : à la fin de l'âge du fer, le Rhône semble avoir baissé de 2 m et les quartiers de la presqu'île et du bas de Saint-Jean voient alors de nombreuses constructions nouvelles dans le lit majeur du Rhône. Puis le fleuve reprend du volume au cours du Ier siècle et de nombreux bâtiments sont rehaussés sur des remblais, certains contenant des amphores pour aider le drainage. En 1980, Turcan compte 12 sites lyonnais connus datant de cette époque et dont les vides sanitaires sont faits d'amphores.

## Types d'amphores
Dans le domaine de l'archéologie, l'amphorologie est une spécialité très développée. L'existence d'un grand nombre de types répertoriés d'amphores, leur évolution sur une longue durée et une vaste zone dans l'Antiquité constituent un élément important de datation établie par la chrono-typologie.
L'amphore quadrantal est une mesure de capacité pour des liquides. Elle est équivalente à un pied cube.
La jarre actuelle [Quand ?] est une amphore de terre cuite, de forme ovoïde et de différentes dimensions, où l'on conserve l'eau, l'huile, les olives.
Le kvevri (en géorgien : ქვევრი) (également orthographié qvevri) est une grande jarre / amphore de terre cuite, d'une contenance de 800 à 3 500 litres, originaire de la Géorgie. Il ressemble à une amphore sans poignées ; l'intérieur est tapissé d'une couche de cire d'abeille assurant l'étanchéité. Souvent enfoui sous le niveau du sol, il est utilisé pour la fermentation et le stockage du vin. Les plus anciens datent d'environ 6 000 ans avant notre ère.
L'amphorisque est une amphore d'origine grecque de petite taille destinée à contenir principalement des onguents et parfums. Pourvue de deux anses (voir ci-dessous l'étymologie du mot amphore) latérales, reposant sur un petit pied ou dépourvue de pied, elle est proche du modèle panathénaïque avec un corps qui s'évase vers le haut tandis que le col est étroit.

## Interprétation archéologique

Amphore du type Dressel 1B
Légende : 1 : lèvre - 2 : col - 3 : anse - 4 : épaule - 5 : panse - 6 : pilon ou pied.

Les amphores ne sont pas le seul contenant utilisé dans l'Antiquité, mais comme il n'est pas périssable, c'est l'un de ceux qui fournissent le plus d'informations aux archéologues. C'est le caractère jetable des amphores qui fait leur valeur archéologique pour l'amphorologie : sauf réemploi dans une maçonnerie ou exception, une amphore n'était pas réutilisée à une période différente de celle de sa fabrication et de sa consommation. Objets de céramique, les tessons d'amphores sont quasiment indestructibles. Par des analyses chimiques, il est possible de retrouver leur lieu de fabrication. La reconstitution de l'histoire de l'évolution des formes d'amphores a débouché sur des classements typologiques qui correspondent aussi à une chronologie. À la forme des amphores, il faut ajouter d'autres éléments de typologie : des sceaux, appelés timbres amphoriques, gravés dans l'argile ou des gravures ou encore des marques peintes. Ainsi les amphores portant la marque Sestius furent produites vers Cosa en Étrurie romaine et exportées vers la Gaule du Sud à l'époque de Cicéron.

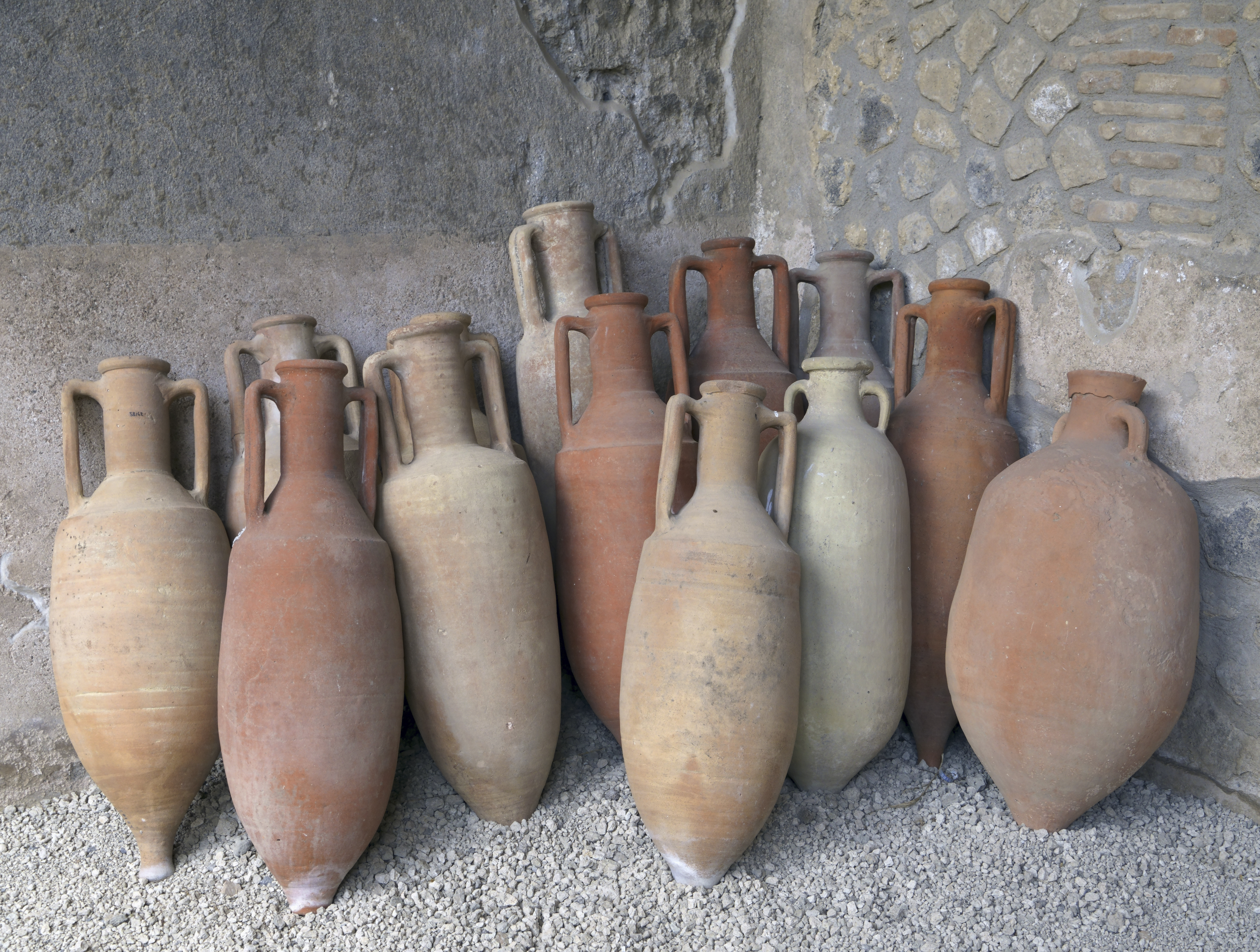
Amphores romaines à Pompéi. Leur fond aminci voire pointu a pour avantage de pouvoir les stocker par empilement vertical dans les bateaux et de manipuler plus facilement ces lourds récipients pour les basculer et en verser le contenu.

À partir d'un tesson d'amphore un archéologue peut dater, à quelques décennies près souvent mais parfois bien plus précisément, la couche stratigraphique où le tesson a été retrouvé, ou encore l'épave du navire qui les contenait. La typologie décrivant les amphores d'époque romaine donne des noms et une numérotation, avec une description qui permet aux archéologues de situer leurs échantillons dans la typologie et de les dater,. Ces noms renvoient souvent aux savants qui ont établi la chronologie (Heinrich Dressel, Pascual) où à l'origine de l'amphore (Gauloise). Les amphores Dressel 1a et 1b sont typiques des amphores vinaires de la fin de la république romaine. La Gauloise 4 est une amphore à fond plat qui correspond à l'essor du commerce du vin gaulois. Les amphores Dressel 20 correspondent à des amphores à huile. Reporter les trouvailles du même type d'amphore sur une carte peut alors permettre de retracer des flux commerciaux - si les trouvailles sont assez nombreuses.
L'étude de ces amphores est relativement récente et s'est construite à partir des travaux de John Riley qui a défini, au début des années 1980, sept types d'amphores romaines tardives : Late Roman Amphoras (LRA1 à 7). Ces amphores tardives ont servi, dans leur grande majorité, à contenir du vin, leur étude attestant du dynamisme de ce commerce à cette époque et de son organisation autour de Constantinople et du commerce maritime. Si les zones de production sont de mieux en mieux identifiées et si la recherche a mis en évidence des phénomènes d'imitation, l'étude des amphores tardives en est encore largement à ses débuts.

## Fabrication

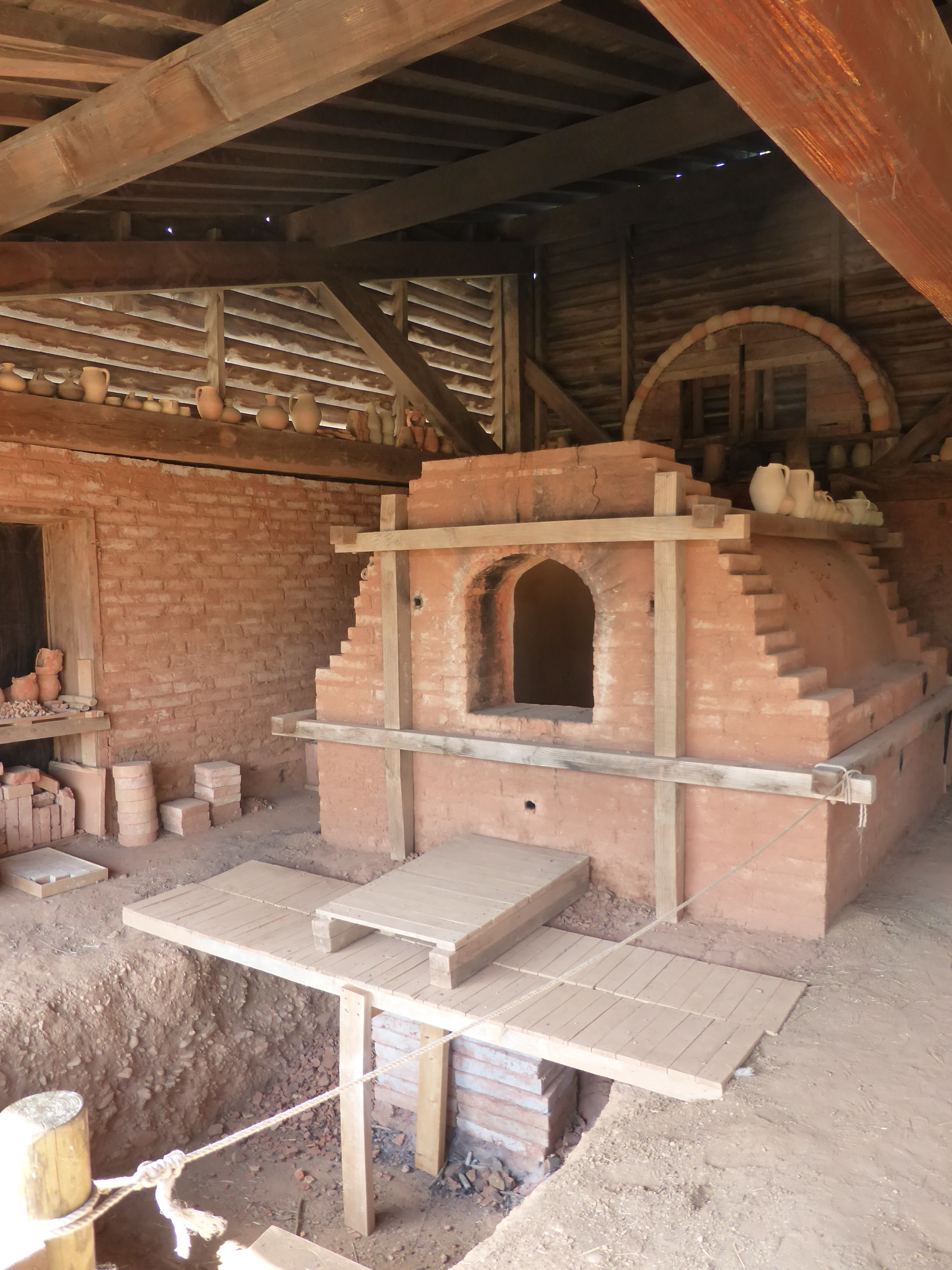
Four de potier gallo-romain reconstitué, site de Sallèles-d'Aude (musée « Amphoralis »)

L'amphore est fabriquée à partir d'argile épurée. Il faut de l'eau pour délayer l'argile et du bois ou un autre combustible pour la cuisson. Le plus fréquemment, c'est le tournage qui est utilisé pour la façonner.
Afin de la fabriquer, le potier façonne d'abord un fût, puis y ajoute col, pointe, anses.
Une fois mise en forme, elle est mise à sécher au soleil, ou à défaut dans un lieu ventilé. Elle est ensuite mise à cuire pendant plusieurs heures.
Le poissage ou le cirage est parfois utilisé pour la rendre plus étanche : on verse à l'intérieur de la poix liquide ou de la cire, de manière à former un film imperméable. L'amphore conservant le vin est bouchée par une bourre de paille, recouverte d'une épaisse couche d'argile ou dès l'Antiquité par un bouchon de liège.
Sur la surface de certaines amphores sont peints des tituli picti (en), inscriptions peintes qui donnent des informations sur leur origine, leur destination, le type de produit qu'elles transportent.

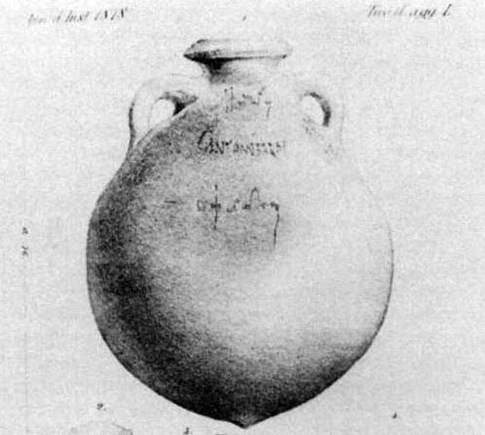
Amphore
avec ses tituli picti.

Une opinion répandue veut que le pied, ou « pilon », soit fabriqué en forme de cône pointu pour offrir à l'amphore une meilleure stabilité (on raconte ainsi à tort qu'elle est fichée dans le sable tapissant le fond des bateaux), en réalité ce pied est une poignée permettant une troisième prise au creux de la main pour verser son contenu.

## Amphore de vinification
Depuis quelques années, de nombreux vignerons s’intéressent à nouveau à l’amphore en terre cuite pour élaborer des cuvées plus complexes. Son utilisation présente en effet de nombreux avantages.

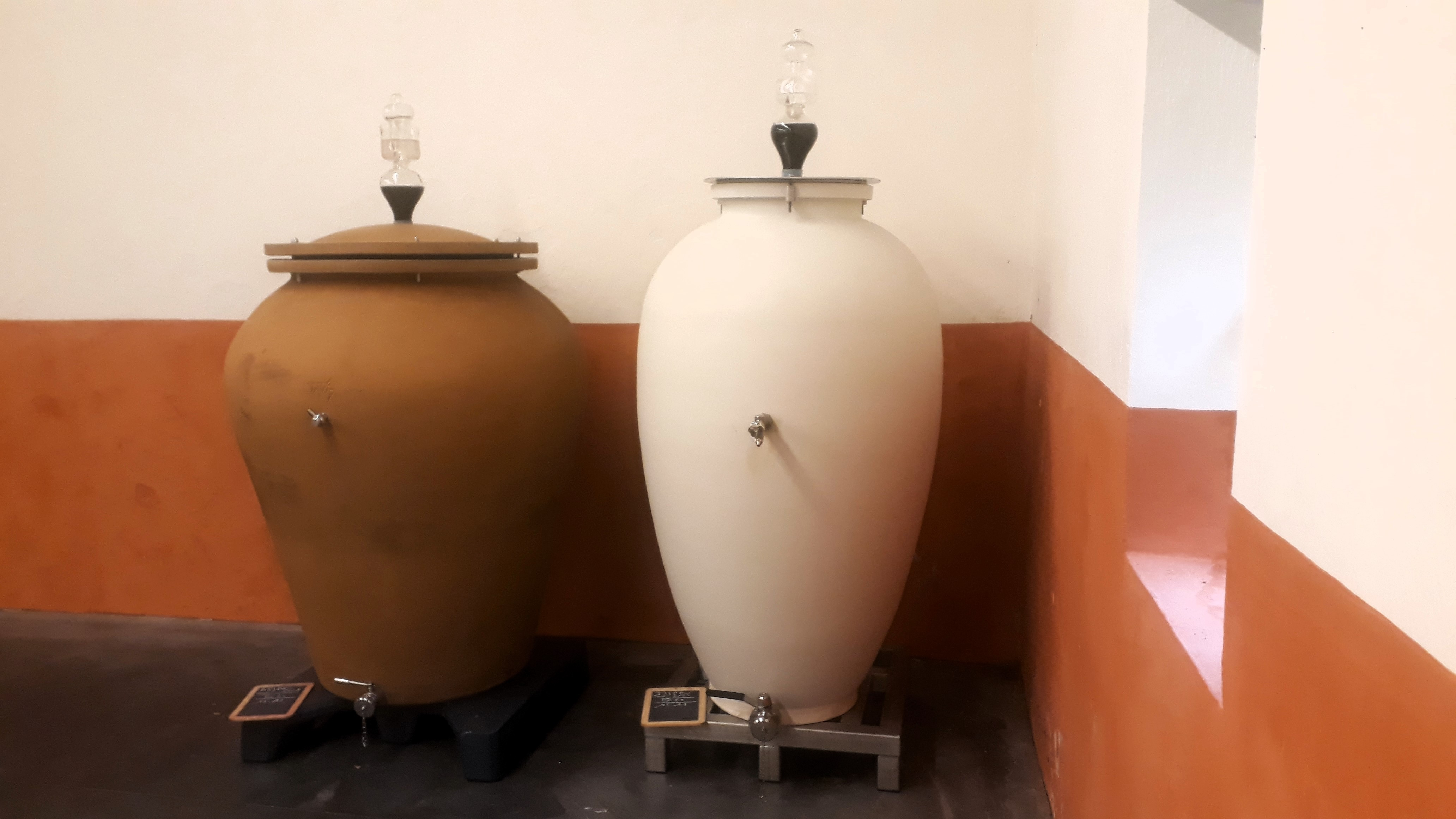
Amphores de vinification, en terre cuite d'Italie et en porcelaine de Limoges, château Haut-Bages Libéral à Pauillac.

### Limiter les intrants
Utilisée le plus souvent pour l’élevage, l'amphore facilite le déclenchement de la fermentation alcoolique naturelle. Les jarres ont donc l’avantage premier de limiter les intrants et les corrections œnologiques.

### Polymérisation plus rapide
Naturellement poreuses, les amphores permettent une meilleure oxygénation, favorisant ainsi la polymérisation des tanins.

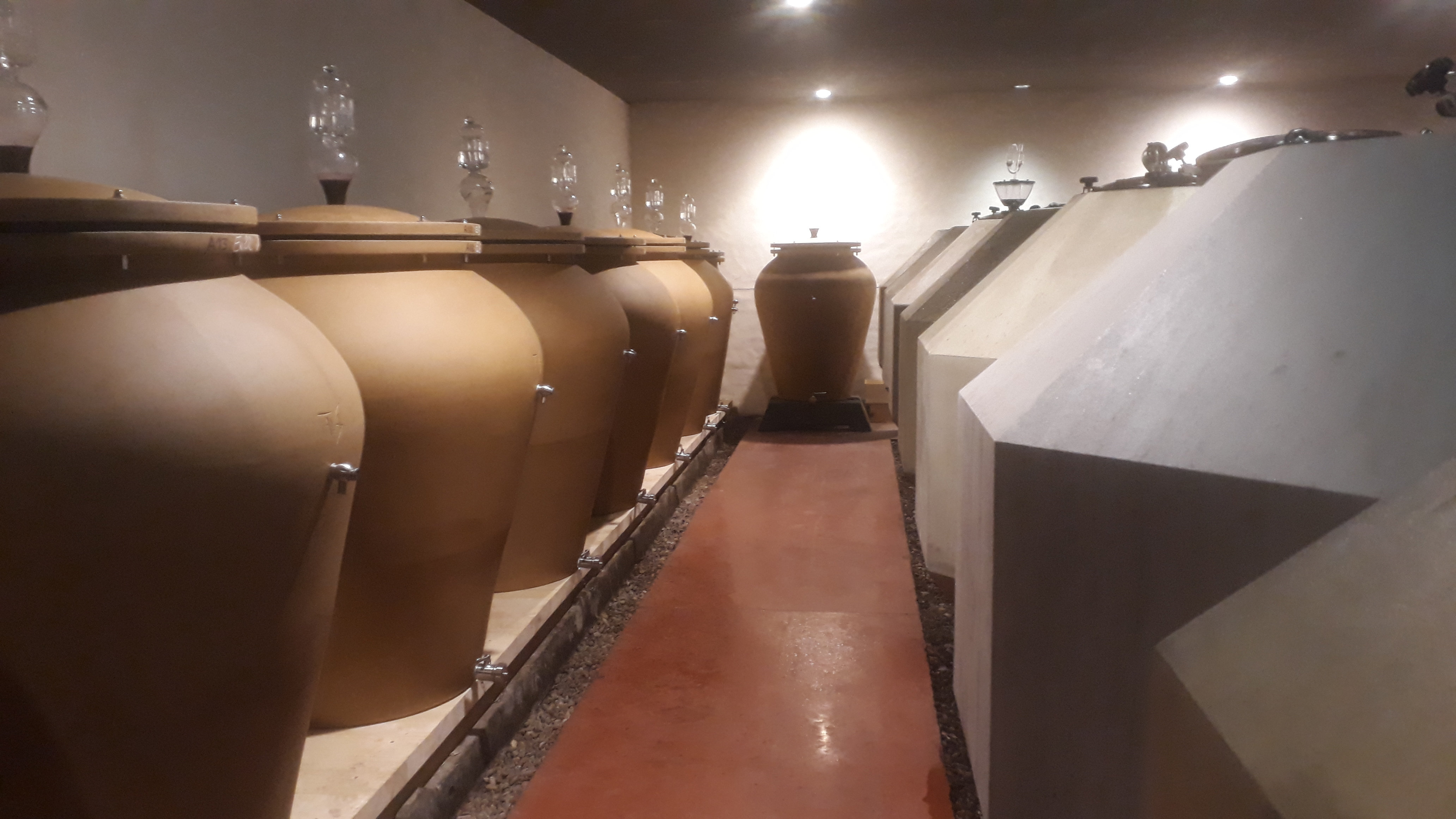
Amphores et cuves béton de vinification, château Ferrière à Margaux.

### Inertie thermique
L'inertie thermique de l'amphore est recherchée pour favoriser la fraîcheur du vin, et ne nécessite aucune infrastructure coûteuse de maintien de température comme la chauffe ou le refroidissement du moût.

### Pureté aromatique
Contrairement à la barrique de chêne, l’amphore n’apporte ni goût, ni odeur, ni boisé d’aucune sorte, permettant de produire des vins avec une plus grande pureté aromatique.

### Mouvements aléatoires
Par sa forme, la jarre en terre cuite, tout comme l’œuf en béton, permet au liquide de circuler plus facilement. Ces mouvements apportent des qualités organoleptiques intéressantes au vin, et offrent en conséquence plus de complexité et de gras.